# 密克羅尼西亞聯邦足球協會
密克羅尼西亞聯邦足球協會是專門管轄密克羅尼西亞聯邦足球事務的組織。密克羅尼西亞聯邦足球協會成立於1999年，目前僅為大洋洲足協的附屬會員。此外，該組織也未加入國際足協，故此其國家隊不能參加世界盃。

## 外部連結
- FSMFA official website
- FSMFA History Source (Revised: July 12, 2002)